# Dorothy Crowfoot Hodgkin
Dorothy Mary Crowfoot Hodgkin (Caïro (Egypte), 12 mei 1910 – Shipston-on-Stour (Engeland), 29 juli 1994) was een Brits scheikundige, kristallografe en grondlegster van de eiwitkristallografie. In 1964 werd haar de Nobelprijs voor Scheikunde toegekend "voor haar onderzoek naar de structuur van belangrijke biochemische stoffen met behulp van röntgentechnieken."

## Biografie

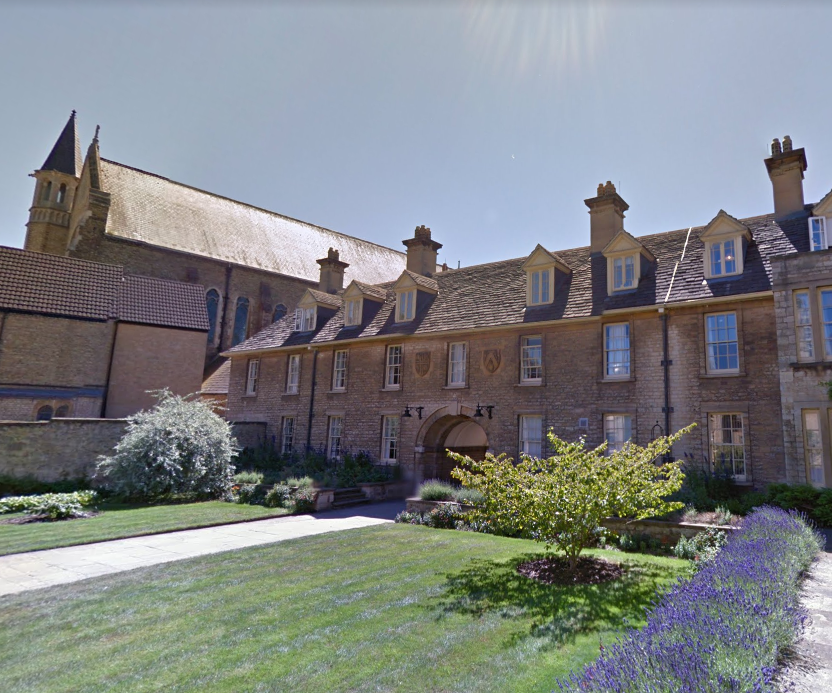
Somerville College, Oxford, waar Hodgkin studeerde en doceerde.

Dorothy Mary Crowfoot was de oudste van de vier dochters van John Winter Crowford (1873-1959) en Grace Mary Hood (1877-1957). Haar vader was ten tijde van haar geboorte als archeoloog-historicus en docent werkzaam in Caïro. De eerste vier jaar van haar leven groeide ze op in Egypte. Na de uitbraak van de Eerste Wereldoorlog werden Dorothy en twee jongere zusjes voor hun veiligheid naar Engeland gestuurd, waar ze werden grootgebracht door een kinderjuffrouw en hun grootmoeder. Pas aan het einde van de oorlog, in 1918, zag ze haar ouders terug.
In 1921 begon Crowfoot haar middelbare schoolopleiding aan de Sir Leman Grammar School in Beccles. Van jongs af aan ontwikkelde ze een passie voor kristallen en chemische structuren, daarin aangemoedigd door haar moeder. Met het nodige privéonderwijs slaagde ze erin het toelatingsexamen te behalen voor de Universiteit van Oxford. Op haar achttiende begon ze aan haar studie scheikunde aan het Somerville College, het enige college van Oxford dat alleen voor vrouwen toegankelijk was. In 1931 slaagde ze voor haar bachelordiploma en het jaar erop voor haar master. Voor haar wetenschappelijke promotie studeerde ze aan Newnham College en aan het Mineralogisch Instituut van de Universiteit van Cambridge. Vanwege deze studie was ze werkzaam in het laboratorium van John Desmond Bernal. Deze natuurkundige, die zich toelegde op nader onderzoek op het terrein van röntgenkristallografie, was van mening dat mannen en vrouwen recht hadden op gelijke kansen.  
Onder begeleiding van Bernal deed Crowfoot onderzoek naar sterolen en ontwikkelde ze methoden voor kristallografie met röntgenstralen. Daarvoor waren veel berekeningen nodig, waarbij ze uitgingen van een voorlopig model van de moleculen. Met die berekeningen konden de beginhoeken en golflengten worden geschat, zodat er zinvolle röntgenopnames gemaakt konden worden. Op grond van de resultaten werd het model van het molecuul dat onderzocht werd weer bijgesteld. Het eerste molecuul waar dat goed mee lukte was pepsine, een enzym dat in de maag eiwitten in stukjes breekt. Dit gebeurde allemaal handmatig, omdat er destijds nog geen computers voor bestonden.
Op haar vierentwintigste kreeg Hodgkin last van pijn in haar handen, hetgeen leidde tot de diagnose van reumatoïde artritis, die progressief verergerde met uiteindelijk verlamming en misvormingen in handen en voeten tot gevolg. Uiteindelijk bracht ze een groot deel van haar leven door in een rolstoel. Ondanks haar handicap bleef ze volharden in haar werk. In 1934 keerde Dorothy Crowfoot als research fellow terug naar Somerville, waar ze na haar promotie in 1937 opklom tot universitair docent. In datzelfde jaar trad ze in het huwelijk met de historicus Thomas Lionel Hodgkin (1910-1982) en nam daarbij de achternaam van haar man aan. Daarvoor had zij onder haar geboortenaam gepubliceerd. Crowfoot Hodgkin en haar echtgenoot kregen samen drie kinderen, zoon Luke (1938), dochter Elizabeth (1941) en zoon Toby (1946). 
Een van haar beroemdste studenten was de latere Britse premier Margaret Thatcher. Zij specialiseerde zich in 1947 tijdens haar laatste studiejaar aan het Somerville College onder supervisie van Crowfoot Hodgkin in de röntgenstralings-kristallografie.  Pas in 1960 werd Crowfoot Hodgkin benoemd tot Wolfson Professor of the Royal Society, een leerstoel gefinancierd door de Royal Society. In 1977 ging ze met emeritaat. Van 1970 tot 1988 was ze Chancellor van de Universiteit van Bristol. 

## Werk

Cobalamine

Hodgkin onderzocht de techniek van röntgenkristallografie welke in 1912 was ontwikkeld door William en Lawrence Bragg. Dit is een methodiek die gebruikt wordt om driedimensionale structuren van kristallen, waaronder biomoleculen, te bepalen. Haar belangrijkste onderzoeken waren de bepaling van de structuur van cholesteryl-jodide (in 1943), een steroïde (in 1945), penicilline (in 1949)  en cobalamine (vitamine B12) (in 1955).  Bij deze laatste bepaling gebruikte ze een computer van Alan Turing.
Van penicilline ontdekte ze dat er sprake was van een ongewone ringstructuur die nu bekendstaat als β-lactamstructuur, een ontdekking die belangrijke aanwijzingen verschafte over de manier waarop dit antibioticum werkte. In 1964 werd haar hiervoor de Nobelprijs voor Scheikunde toegekend.

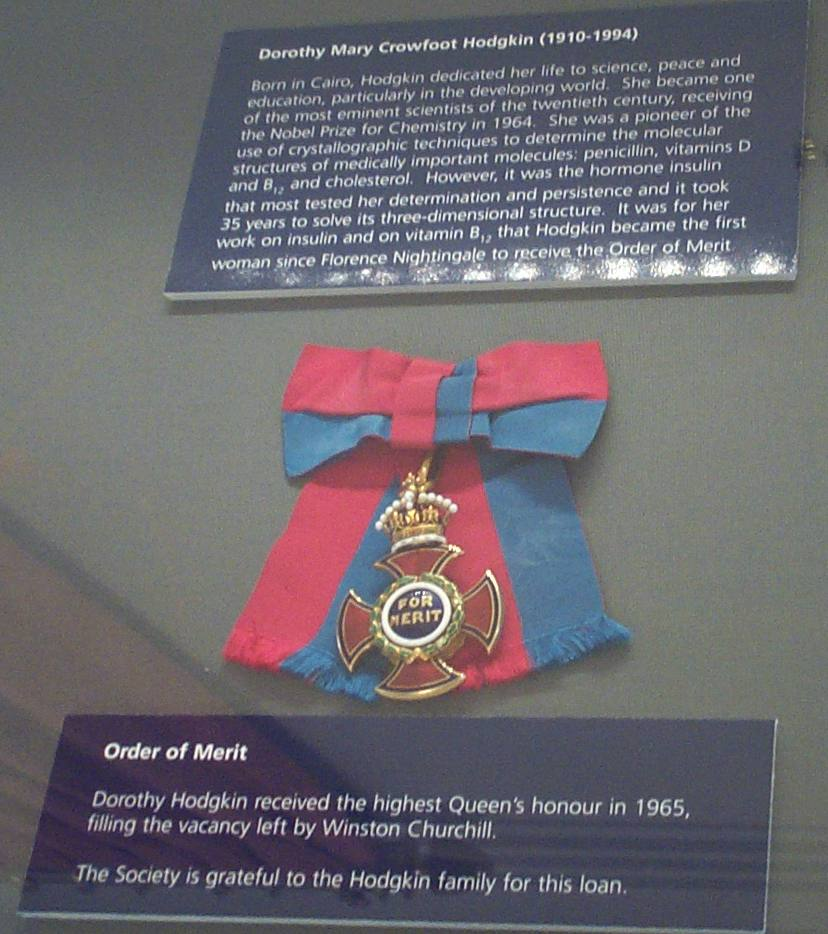
Order of Merit voor Dorothy Hodgkin

Hoewel Hodgkin reeds in 1935 de eerste röntgenopnames van insulinekristallen publiceerde, lukte het haar pas na 35 jaar onderzoek om in 1969 de ware structuur van insuline, een molecuul met meer dan 800 atomen, te ontrafelen. Ze wordt gezien als een van de eerste wetenschappers op het gebied van röntgenkristallografische studies naar natuurlijke moleculen. 

## Onderscheidingen
In 1964 werd haar de Nobelprijs voor Scheikunde toegekend. In 1965 werd Hogdkin lid van de Order of Merit, in het Verenigd Koninkrijk de hoogste burgerlijke onderscheiding. Na Florence Nightingale was ze de tweede vrouw die met deze orde werd vereerd. In 1976 werd haar de Copley Medal toegekend. Van 1976 tot 1988 was ze president van de Pugwash, waardoor ze de reputatie van vredesactiviste kreeg. Hierdoor, alsook door haar band met Bernal, die als communist te boek stond, mocht Hodgkin de Verenigde Staten alleen betreden met een CIA-verklaring. Bernal ontving op 12 december 1953 de Stalin Vredesprijs. In 1987 viel deze eer ook aan Crowfoot Hodgkin te beurt. In 1982 werd Hodgkin de Gouden Lomonosov-medaille toegekend door de toenmalige Academie van Wetenschappen van de USSR.
1901: Van 't Hoff ·
1902: E. Fischer ·
1903: Arrhenius ·
1904: Ramsay ·
1905: Baeyer ·
1906: Moissan ·
1907: Buchner ·
1908: Rutherford ·
1909: Ostwald ·
1910: Wallach ·
1911: Curie ·
1912: Grignard, Sabatier ·
1913: Werner ·
1914: Richards ·
1915: Willstätter ·
1918: Haber ·
1920: Nernst ·
1921: Soddy ·
1922: Aston ·
1923: Pregl ·
1925: Zsigmondy ·
1926: Svedberg ·
1927: Wieland ·
1928: Windaus ·
1929: Harden, Euler-Chelpin ·
1930: H. Fischer · 
1931: Bosch, Bergius ·
1932: Langmuir ·
1934: Urey ·
1935: F. Joliot-Curie, I. Joliot-Curie ·
1936: Debye ·
1937: Haworth, Karrer ·
1938: Kuhn ·
1939: Butenandt, Ružička ·
1943: Hevesy · 
1944: Hahn ·
1945: Virtanen ·
1946: Sumner, Northrop, Stanley ·
1947: Robinson · 
1948: Tiselius · 
1949: Giauque ·
1950: Diels, Alder ·
1951: McMillan, Seaborg ·
1952: Martin, Synge ·
1953: Staudinger ·
1954: Pauling ·
1955: Vigneaud ·
1956: Hinshelwood, Semjonov ·
1957: Todd ·
1958: Sanger ·
1959: Heyrovský ·
1960: Libby ·
1961: Calvin ·
1962: Perutz, Kendrew ·
1963: Ziegler, Natta ·
1964: Hodgkin ·
1965: Woodward ·
1966: Mulliken ·
1967: Eigen, Norrish, Porter ·
1968: Onsager ·
1969: Barton, Hassel ·
1970: Leloir ·
1971: Herzberg ·
1972: Anfinsen, Moore, Stein · 
1973: E.O. Fischer, Wilkinson · 
1974: Flory ·
1975: Cornforth, Prelog ·
1976: Lipscomb ·
1977: Prigogine · 
1978: Mitchell ·
1979: Brown, Wittig ·
1980: Berg, Gilbert, Sanger ·
1981: Fukui, Hoffmann ·
1982: Klug ·
1983: Taube ·
1984: Merrifield ·
1985: Hauptman, Karle ·
1986: Herschbach, Lee, Polanyi ·
1987: Cram, Lehn, Pedersen ·
1988: Deisenhofer, Huber, Michel ·
1989: Altman, Cech ·
1990: Corey ·
1991: Ernst ·
1992: Marcus ·
1993: Mullis, Smith ·
1994: Olah ·
1995: Crutzen, Molina, Rowland ·
1996: Curl, Kroto, Smalley ·
1997: Boyer, Walker, Skou ·
1998: Kohn, Pople ·
1999: Zewail ·
2000: Heeger, MacDiarmid, Shirakawa ·
2001: Knowles, Noyori, Sharpless ·
2002: Fenn, Tanaka, Wüthrich ·
2003: Agre, MacKinnon ·
2004: Ciechanover, Hershko, Rose ·
2005: Grubbs, Schrock, Chauvin ·
2006: Kornberg ·
2007: Ertl ·
2008: Shimomura, Chalfie, Tsien ·
2009: Steitz, Yonath, Ramakrishnan ·
2010: Heck, Negishi, Suzuki ·
2011: Shechtman ·
2012: Kobilka, Lefkowitz ·
2013: Karplus, Levitt, Warshel ·
2014: Betzig, Hell, Moerner ·
2015: Lindahl, Modrich, Sancar ·
2016: Sauvage, Stoddart, Feringa ·
2017: Dubochet, Frank, Henderson · 
2018: Arnold, Winter, Smith ·   
2019: Goodenough, Whittingham, Yoshino ·
2020: Charpentier, Doudna ·
2021: List, MacMillan ·
2022: Bertozzi, Meldal, Sharpless ·
2023: Bawendi, Brus, Jekimov ·
2024: Baker, Hassabis, Jumper